# Forêt d'Eawy
Forêt d'Eawy este o arie protejată (sit de importanță comunitară — SCI) din Franța întinsă pe o suprafață de 691 ha, integral pe uscat.

## Localizare
Centrul sitului Forêt d'Eawy este situat la coordonatele 49°42′24″N 1°16′19″E / 49.70667°N 1.27194°E.

## Înființare
Situl Forêt d'Eawy a fost declarat arie specială de conservare în baza directivei 92/43 din 1992 referitoare la conservarea habitatelor naturale și a faunei și florei sălbatice pentru a proteja 1 specie de animale.

## Biodiversitate
Situată în ecoregiunea atlantică, aria protejată conține 2 habitate naturale: Păduri de fag Asperulo-Fagetum, Păduri de fag acidofile atlantice, cu subarboret de Ilex și, uneori, de asemenea, Taxus, la nivelul arbuștilor (Quercion robori-petraeae sau Ilici-Fagenion).
La baza desemnării sitului se află o specie protejată de  nevertebrate: rădașcă (Lucanus cervus)
Pe lângă speciile protejate, pe teritoriul sitului au mai fost identificate 4 specii de plante.